# Cobalt (lepidòpter)
El cobalt (Cyaniris semiargus) és una espècie de lepidòpter papilionoïdeu de la família dels licènids (Lycaenidae) present als Països Catalans.

## Distribució
S'estén per gran part d'Europa, excepte les illes Britàniques, nord d'Escandinàvia, nord de Finlàndia i nord-oest de la Rússia europea. També és present al nord d'Àfrica, concretament al Marroc, així com a l'Àsia des de Turquia fins al nord de la Xina i Corea passant per l'Àsia central. Absent de les principals illes mediterrànies, excepte Sicília. A la península Ibèrica ocupa diversos sistemes muntanyosos, com ara el sistemes Ibèric i Central i les Serralades Bètiques, tot i que al sector atlàntic, com ara al Parc Nacional de Doñana, arriba fins gairebé la costa. A Catalunya és present sobretot al terç nord, especialment als Pirineus, tot i que també s'estén, més escadusserament, pels Prepirineus, Serralada Transversal, Montseny, Muntanyes de Prades i Ports de Tortosa-Beseit.

## Descripció
Envergadura alar d'entre 27 i 32 mm. Marcat dimorfisme sexual per la diferent coloració de l'anvers. El mascle presenta l'anvers de color blau cobalt amb un marge negre relativament ample a ambdues ales, venes negres poc marcades i un petit punt negre poc evident a l'ala anterior. La femella té l'anvers completament de color marró, tot i que pot presentar una escamació blava a la base de les ales. Revers semblant en ambdós sexes, amb el fons de color gris marronós i escates blaves a la zona basal. L'ala anterior presenta una sèrie de punts negres vorejats de blanc que formen un arc a la part exterior i un altre punt negre aïllat més proper a la base. Ala posterior amb una sèrie de punts negres similars als de l'ala anterior, més d'altres més propers a la base i disposats irregularment.

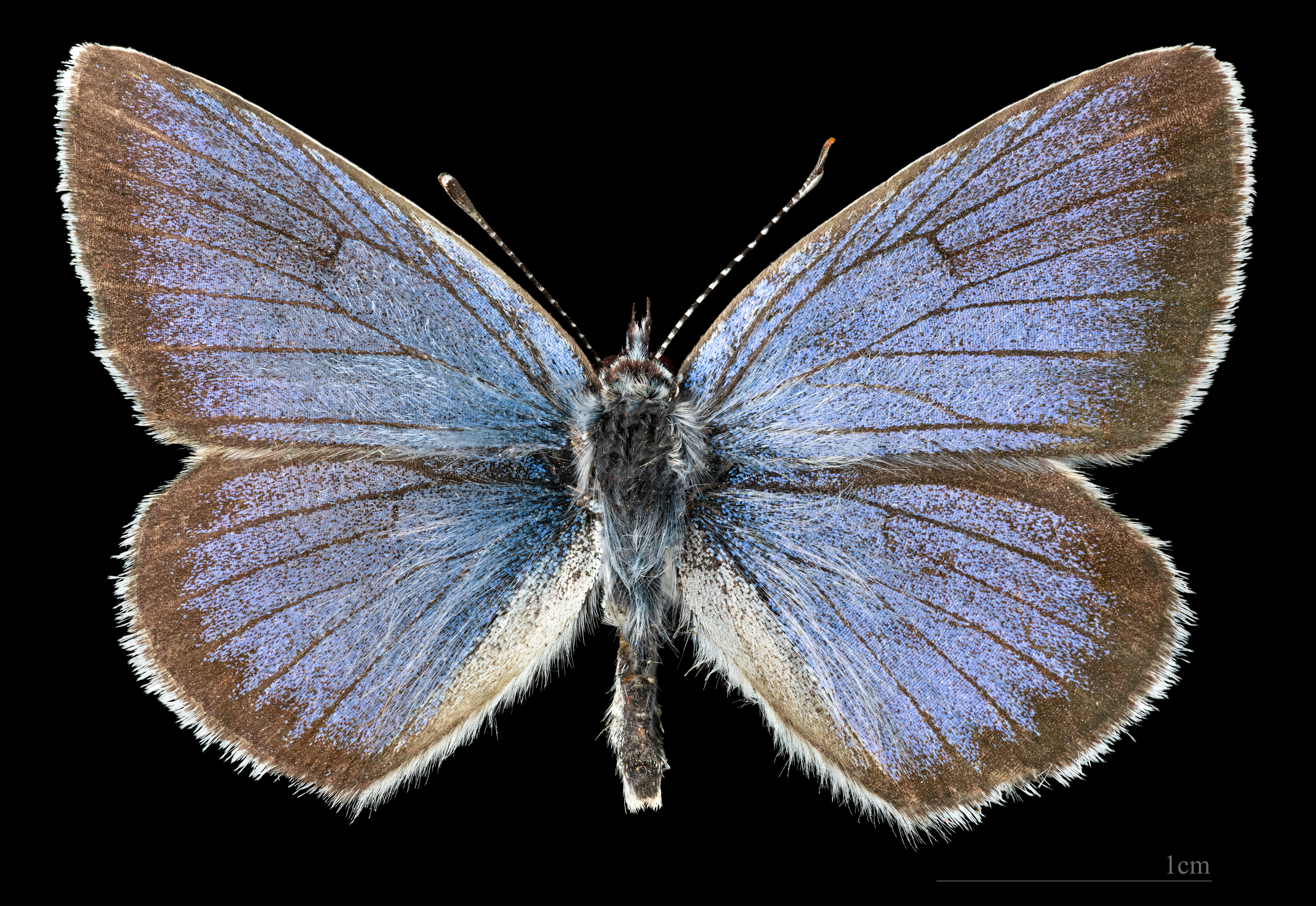
♂
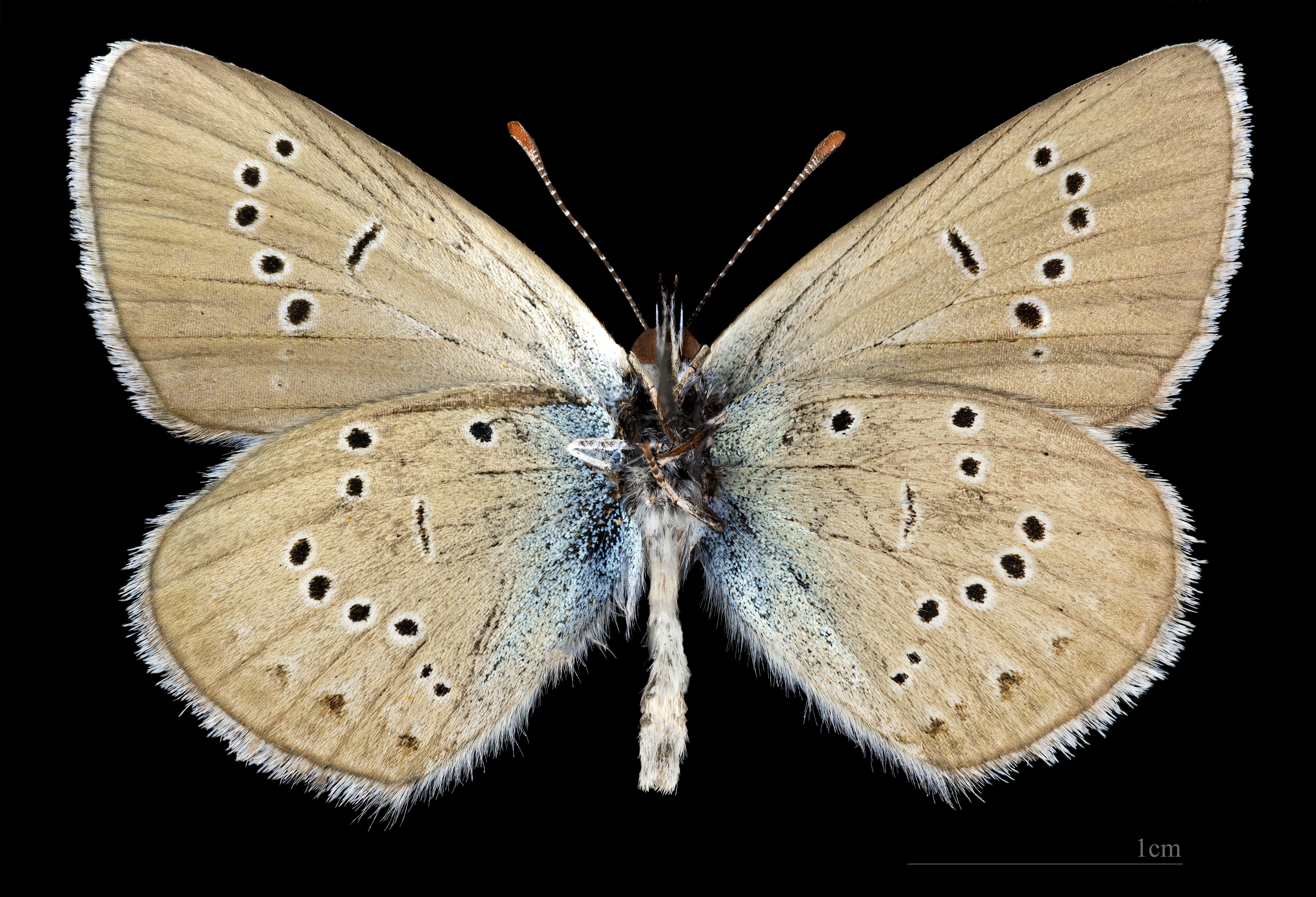
♂ △

## Hàbitat
Prats amb abundància de flors, de vegades humits, però també clarianes en boscos i matollars. Rang altitudinal des del nivell del mar fins als 2200 m. L'eruga s'alimenta de diverses espècies de fabàcies del gènere Trifolium, sobretot T. pratense, però ocasionalment T. repens.

## Període de vol i hibernació
Generalment vola en una generació entre principi de maig i principi d'agost, segons la localitat i l'altitud, tot i que a Suïssa s'ha reportat com a bivoltina o fins i tot trivoltina, volant entre maig i octubre. Hiberna com a eruga.

## Comportament
Les erugues s'alimenten de les parts reproductives de la seva planta nutrícia abans de la diapausa hivernal. A la primavera, en canvi, es nodreixen de les seves fulles. Es tracta d'una espècie mirmecòfila facultativa, les erugues de la qual s'associen sovint amb diverses espècies de formiga, com ara Camponotus aethiops o Lasius niger.

## Galeria

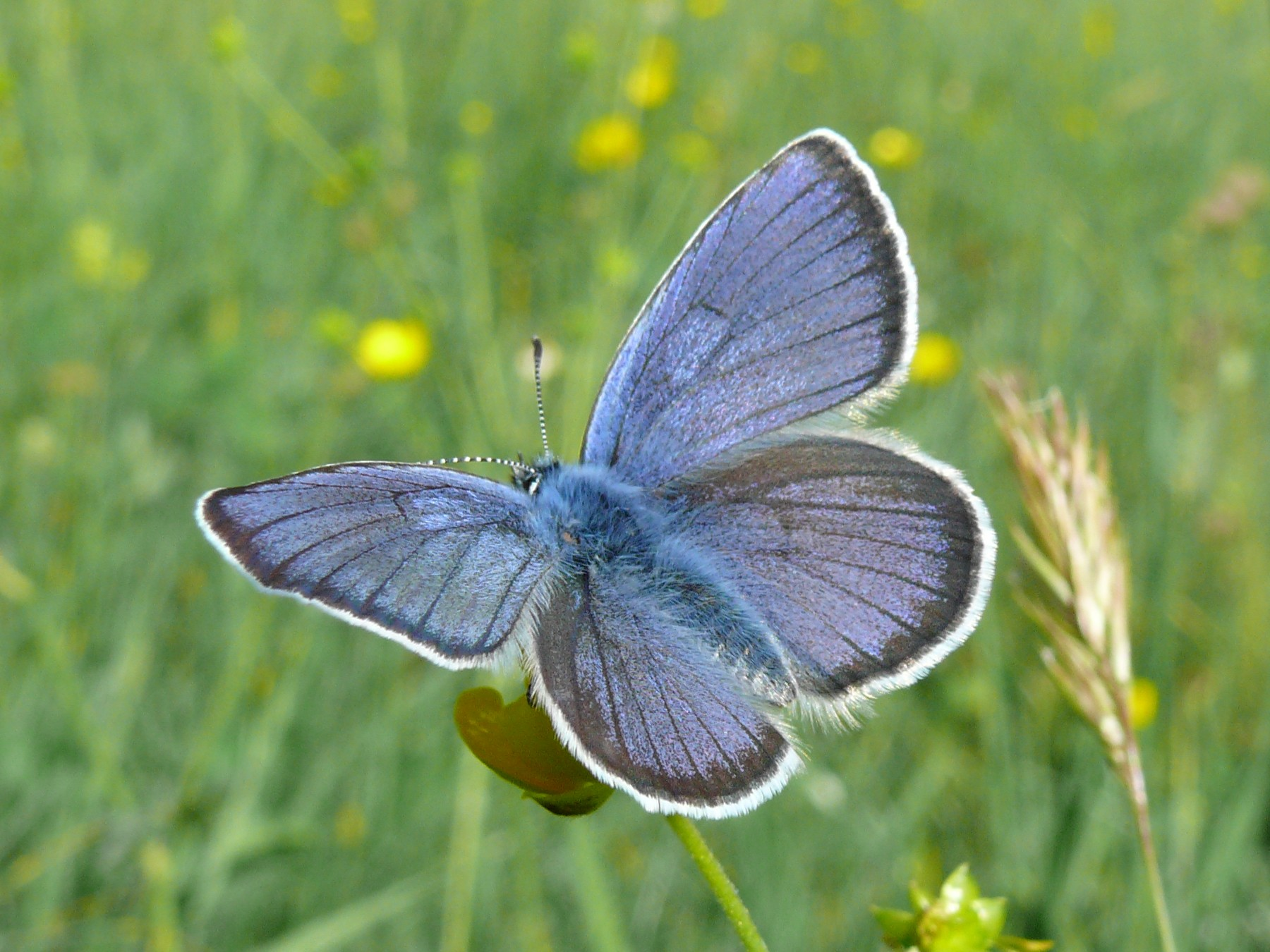
Anvers d'un mascle
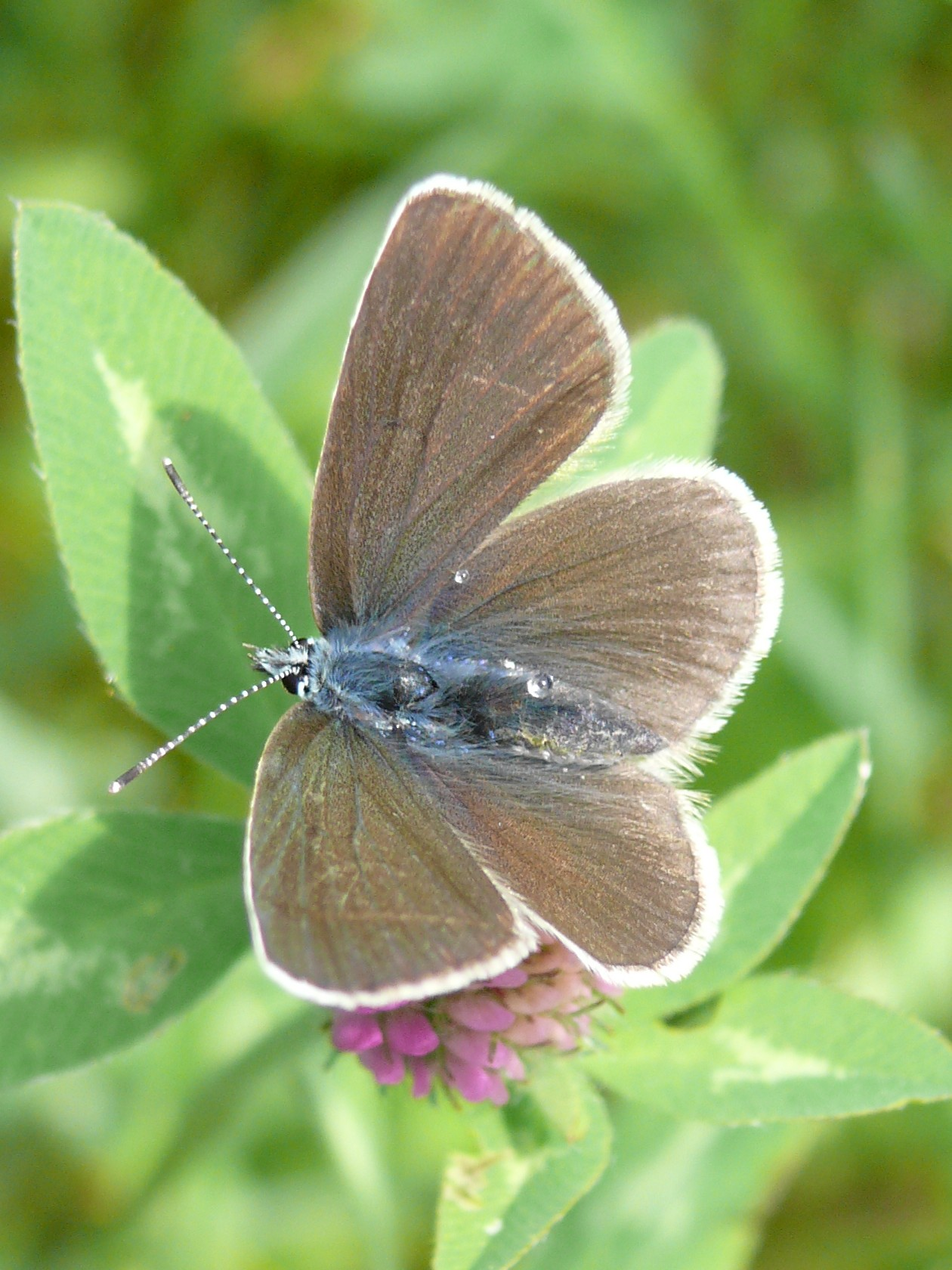
Anvers d'una femella
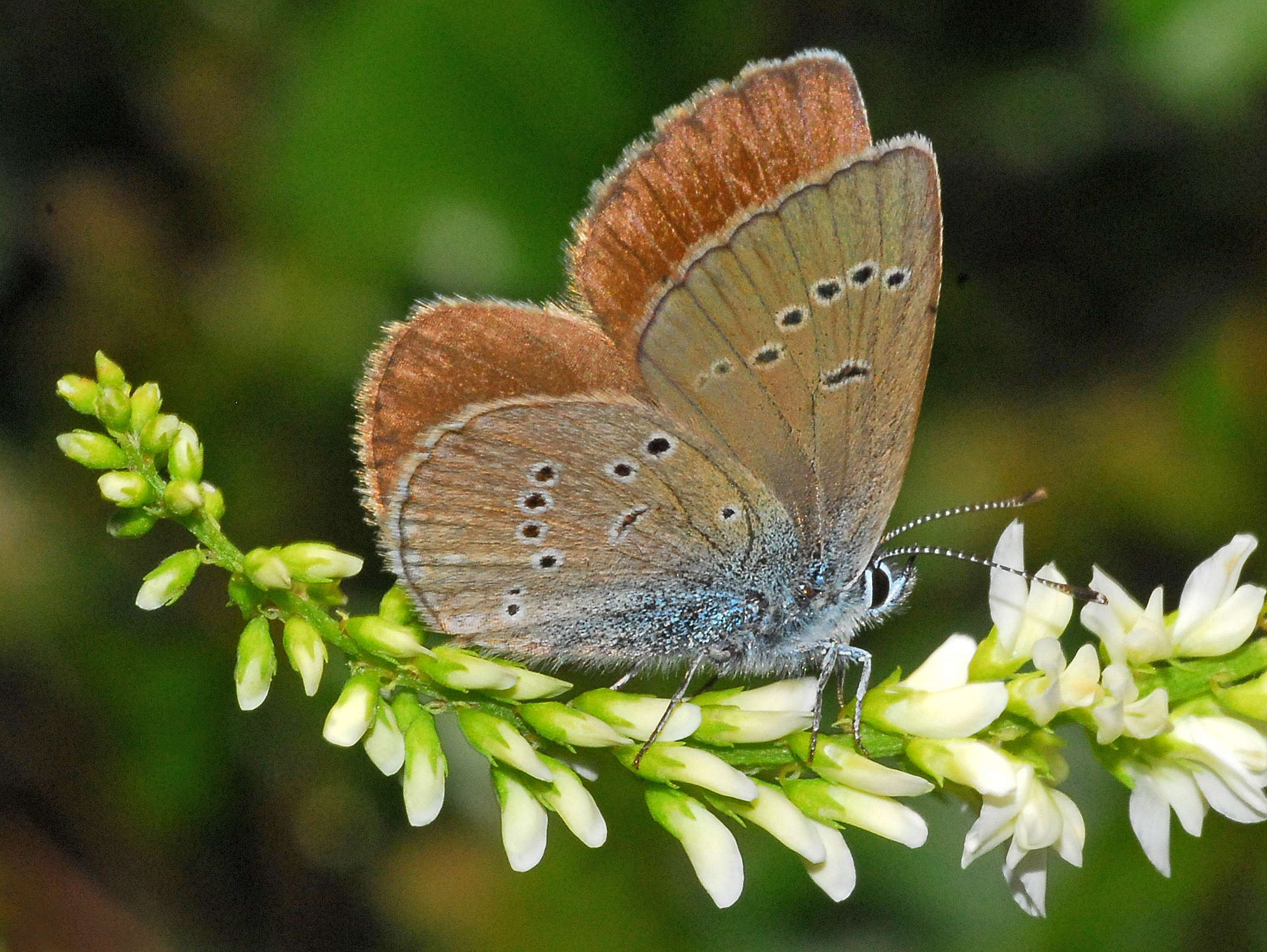
Revers d'una femella
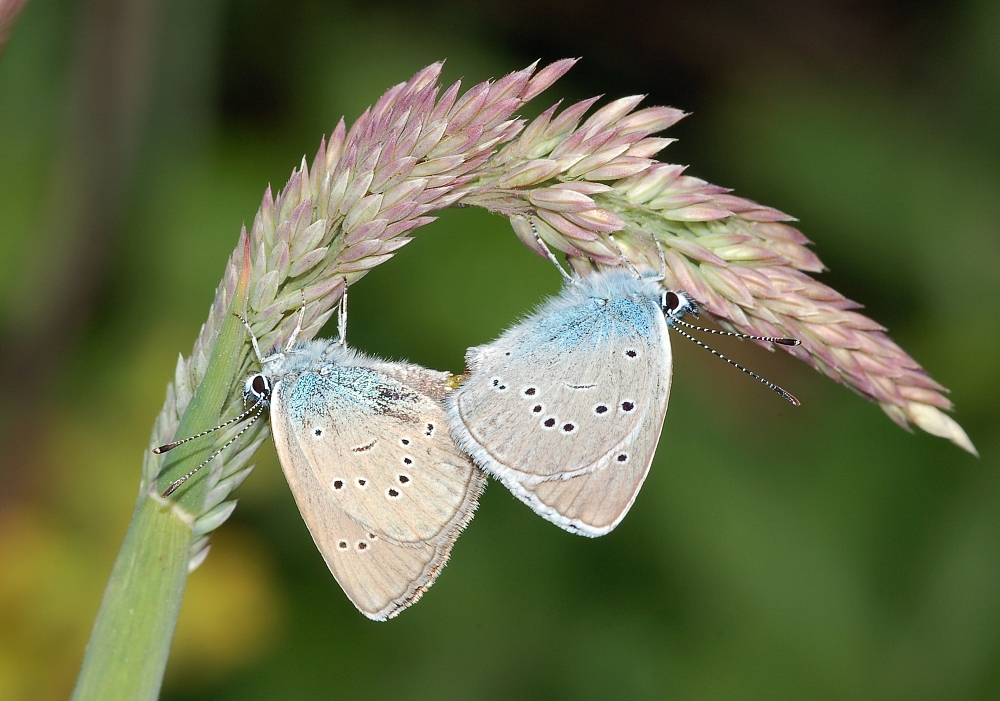
Aparellament
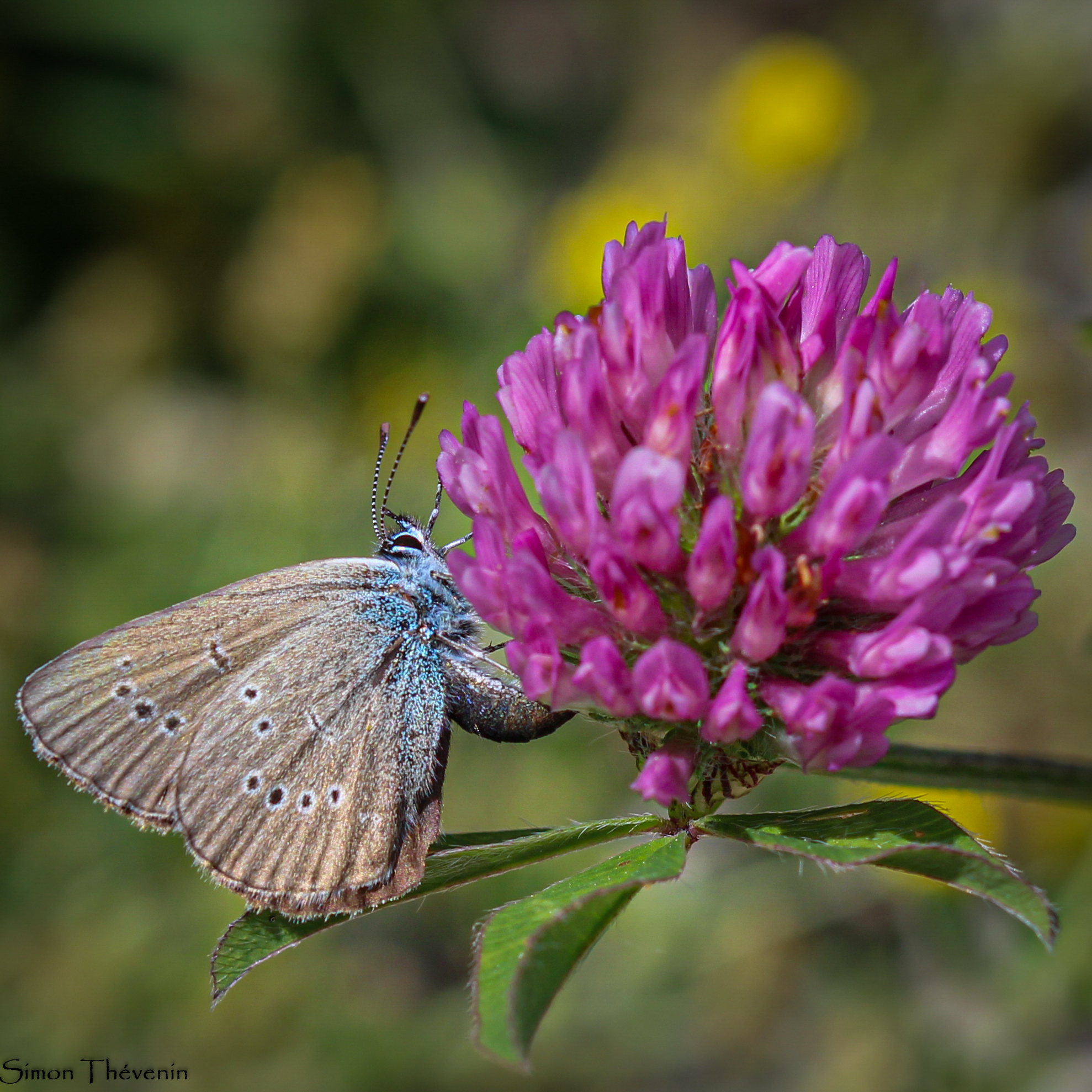
Femella ponent ous sobre un trèvol
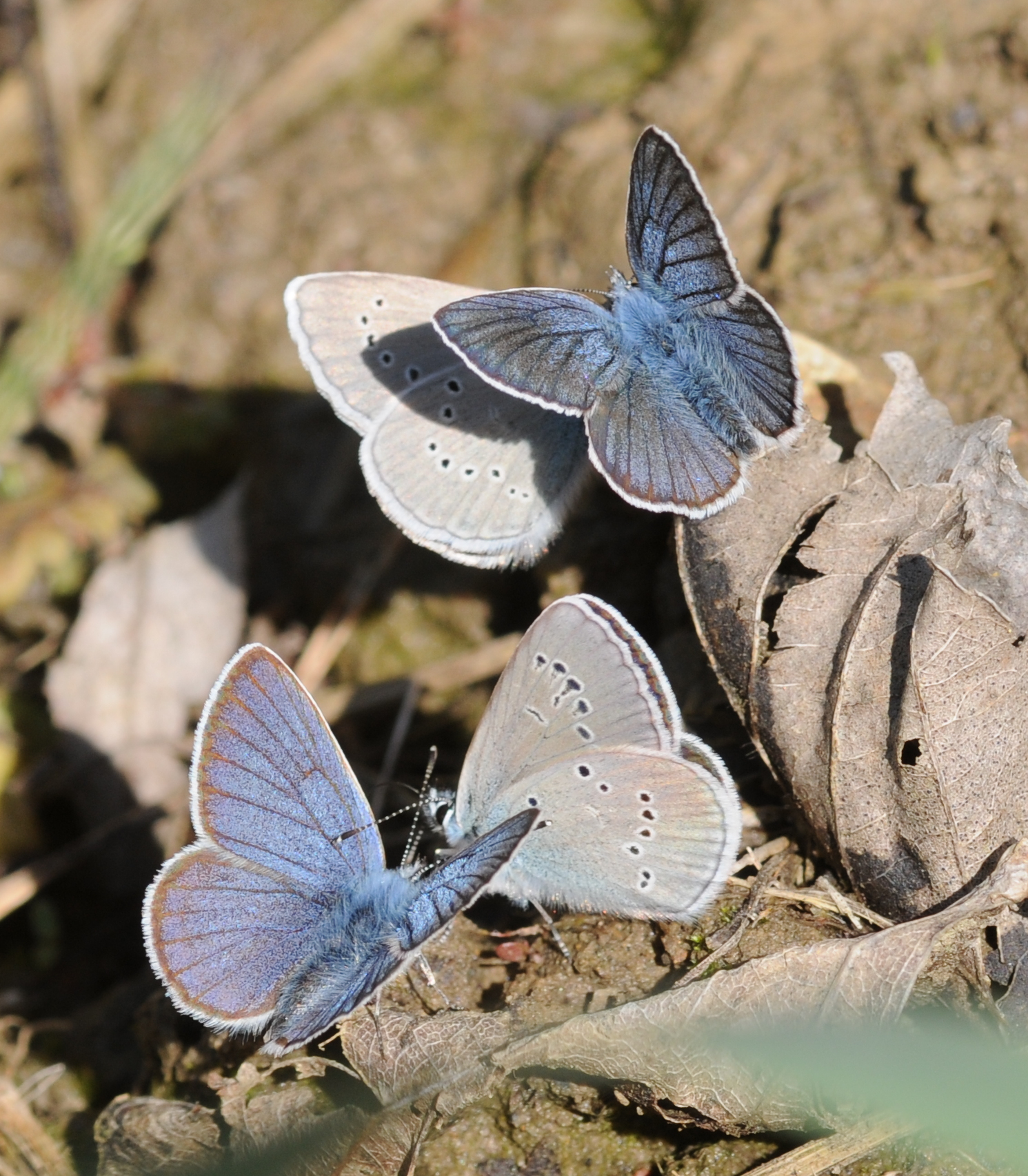
Diversos individus a terra